# Эрфурт
Э́рфурт (нем. Erfurt) — город в Германии, административный центр федеральной земли Тюрингия. Расположен в центре Тюрингии (и современной Германии), в долине реки Геры. Университетский центр и резиденция католического епископа. Исторический центр города примечателен как размерами, так и редкой для Германии степенью сохранности.

## История
В древности на территории региона находились поселения германских и славянских племён. Живший в IX веке анонимный Баварский географ полагал, что Эрфурт был основан славянским племенем верзитов. Впервые задокументирован в 742 году под названием Erphesfurt, что означает «брод через Эрф» (то есть через реку Геру), в послании к папе Римскому майнцского архиепископа Бонифация с ходатайством создать здесь епископство.
В 805 году Карл Великий сделал Эрфурт торговым центром на восточной границе своей империи. При Каролингах и королях Саксонской династии на холме Петерсберг стоял королевский дворец, позднее перестроенный в монастырь. В 1184 году в Эрфуртском соборе состоялась встреча императора Генриха VI с ландграфом Тюрингии и другими крупными феодалами, во время которой деревянный пол не выдержал веса грузных мужчин и они провалились в выгребную яму; не менее 60 человек утонули в нечистотах.

Средневековый Эрфурт рос и богател благодаря расположению на стыке важнейших торговых дорог Германии в центре региона, специализировавшегося на производстве сырья для голубой краски. Этому в немалой степени способствовали местные купцы-евреи (хотя еврейская община сильно пострадала от погромов после прихода «чёрной смерти»). Горожане в XII веке окружили город каменными стенами и стали выплачивать архиепископу ежегодную мзду за освобождение от его власти, в середине XIII века получили магдебургские привилегии, а к 1279 г. наконец освободились от верховенства майнцских архиепископов, добившись статуса вольного имперского города. 

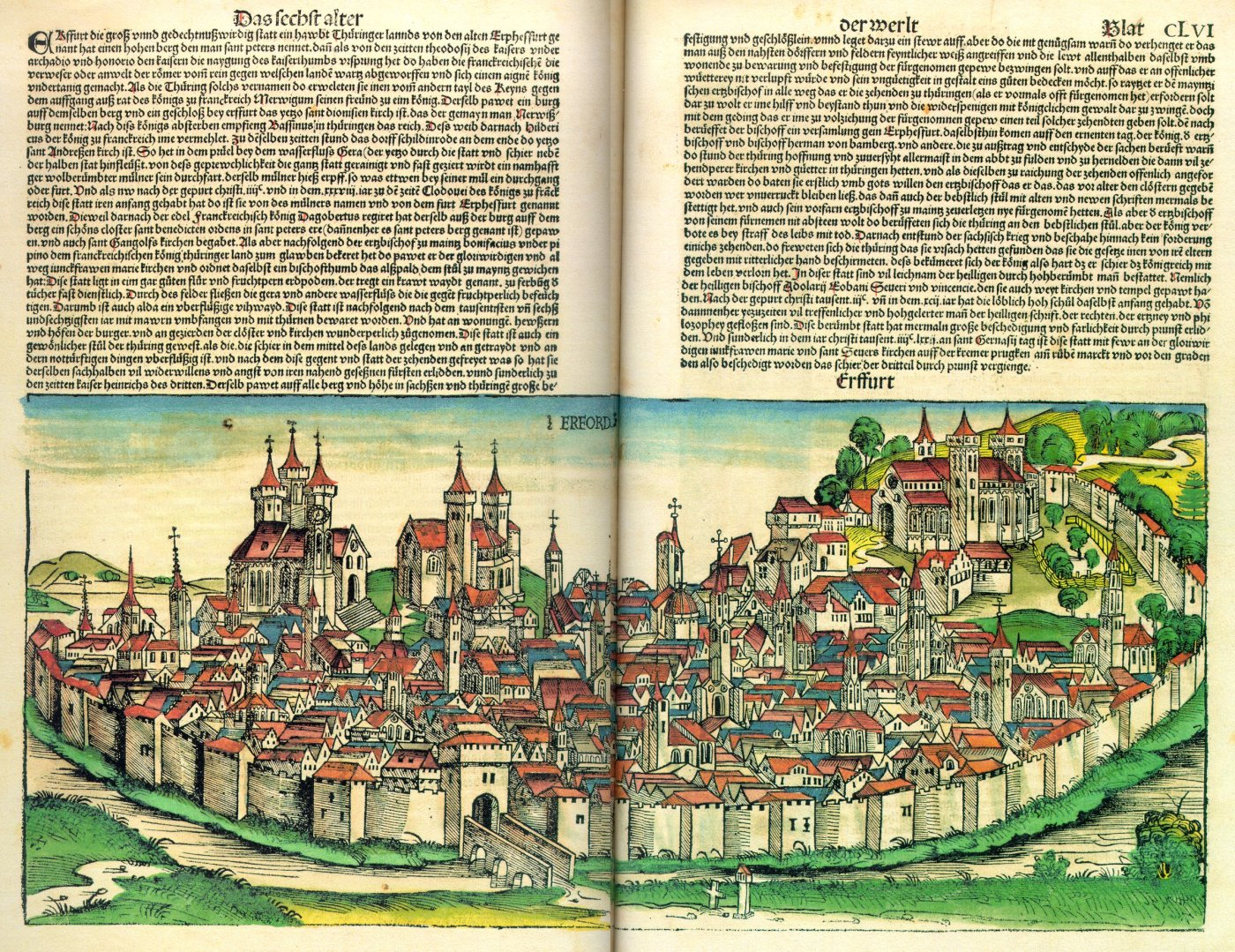
Эрфурт во Всемирной хронике Шеделя, 1493

В XIV—XV вв. Эрфурт состоял в торговом союзе с Мюльхаузеном и Нордхаузеном, который в первой трети XV века присоединился к ганзейскому объединению городов. С 1331 г. местная ярмарка привлекала купцов из окрестных городов и регионов. В XIV-XV вв. Эрфурт — четвёртый по величине город Германии с населением около 20 000 человек. Городской совет контролировал около сотни окрестных деревень и замков, а также городок Зёммерда. В XIV веке здесь открылся третий по счёту университет Германии, просуществовавший до 1817 года.
В 1530 году Эрфурт стал одним из первых в Европе многоконфессиональных городов: здесь были признаны равные права католиков и протестантов. Конец XVI века ознаменовался началом торгового упадка, который усугубила Тридцатилетняя война. С 1632 по 1650 гг. город находился под шведской оккупацией. Эпидемия чумы в 1683 г. выкосила более половины населения. В этих условиях ослабевший город не мог противиться натиску Курмайнца, который при поддержке императора в 1664-67 гг. вернул себе власть над Эрфуртом. Во избежание восстания горожан на холме Петерсберг архиепископами была выстроена большая крепость, позволявшая вести наблюдение за всей территорией города.

При проведении большой медиатизации 1803 года Эрфурт был включён в состав прусской провинции Саксония. С 1806 по 1814 гг. центр Эрфуртского княжества во главе с Наполеоном, который торжественно принимал здесь в 1808 году российского императора Александра I, а также королей Баварии, Саксонии, Вестфалии и Вюртемберга. Французы сделали Эрфурт своей опорной крепостью на востоке Германии, построили храм и 21-метровую колонну в честь Наполеона (впоследствии разобраны). Осенью 1813 года Петерсберг подвергся бомбардировке со стороны союзных армий, уничтожившей целый квартал городской застройки между крепостью и собором. 

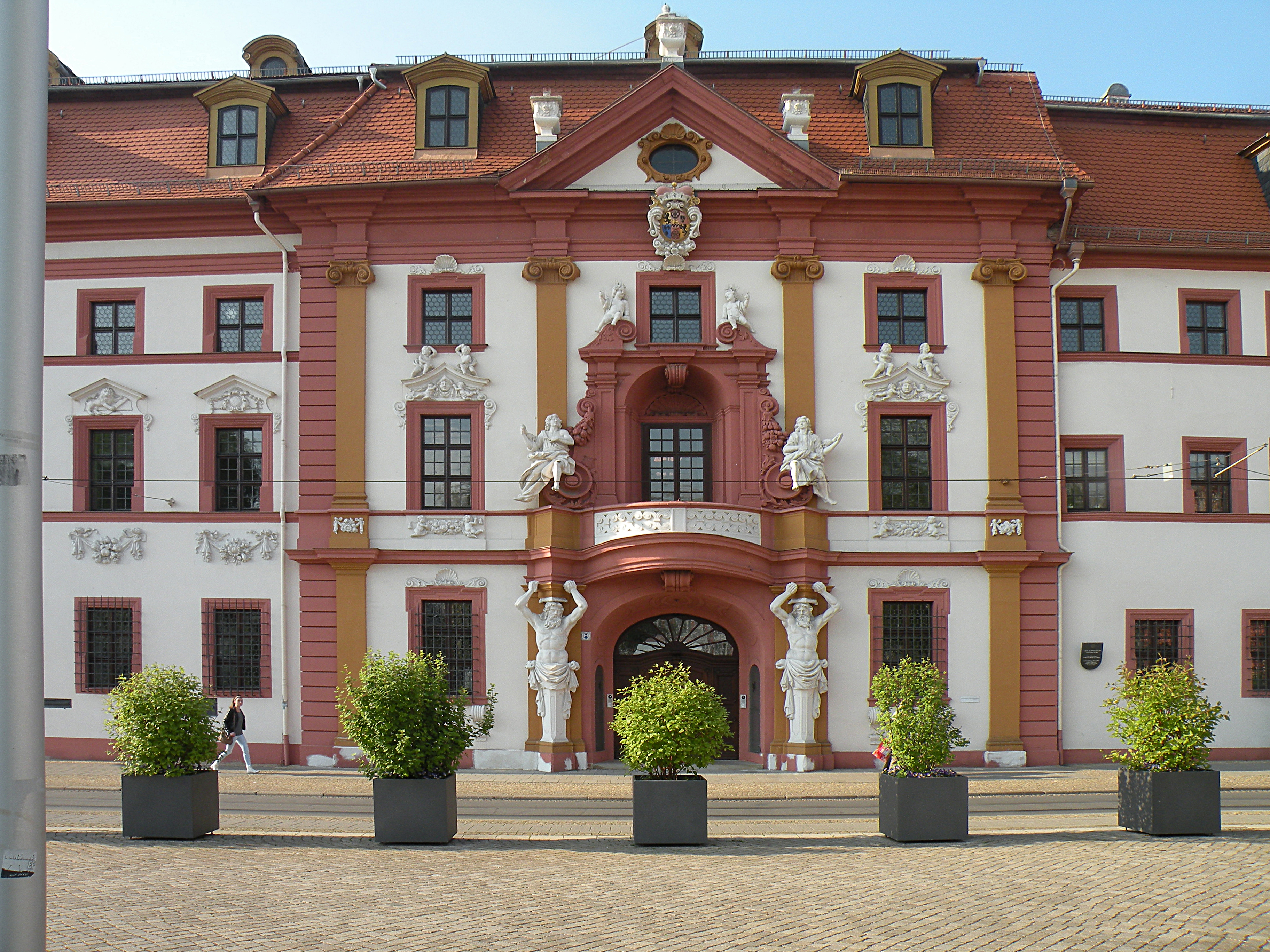
Резиденция наместника курфюрста, где во время Эрфуртского свидания Наполеон познакомился с Гёте

Эпоха индустриализации потребовала модернизации городской инфраструктуры. На месте разобранных средневековых стен были проложены широкие современные улицы (ныне кольцо Юрия Гагарина). В 1883 г. была пущена линия трамвая. В начале XX века Эрфурт насчитывал уже 100 тысяч жителей и относился к крупным городам Германии. За годы Первой мировой войны погибло 3579 горожан.
После прихода А. Гитлера к власти в 1933 году над городом был установлен контроль НСДАП. В 1938 году Эрфурт относился к самым большим гарнизонным городам Германии. Во время всегерманского еврейского погрома в ночь с 9 на 10 ноября 1938 года была сожжена Большая синагога и депортировано примерно 800 еврейских жителей. Между 1939 и 1945 годами на военных предприятиях города принудительно трудились 10 000 — 15 000 военнопленных, а также женщины и мужчины из различных захваченных Германией стран.
Во время Второй мировой войны Эрфурт перенёс 27 воздушных налётов, в результате которых погибло примерно 1600 человек и было разрушено много зданий. Хотя редкий храм в городе избежал попадания бомб, историческая застройка в целом осталась неразрушенной. Город был занят 3-й американской армией 12 апреля 1945 года, а 3 июля в соответствии с решениями Ялтинской конференции союзных держав стал частью советской зоны оккупации.
В 1946 году Эрфурт объявлен столицей земли Тюрингия. В 1949 году Тюрингия вошла в состав Германской Демократической Республики. В 1952 году в ходе проводившейся в ГДР административной реформы земля Тюрингия была упразднена и разделена на административные округа, а Эрфурт стал центром одноименного административного округа. В 1950-е гг. проведена реконструкция пострадавшего за годы войны города. После объединения Германии и восстановления федеральной земли Тюрингия (1990) Эрфурт вновь стал её столицей.

## Наука и образование

### Университет прикладных наук Эрфурта
Университет прикладных наук Эрфурта был основан в 1991 году. Он отличается комбинированием научного обучения и практических программ. В течение зимнего семестра 2008/09 учебного года обучалось около 4600 студентов.
Факультеты
- Факультет архитектуры
- Факультет строительства и консервации/реставрации
- Факультет инженерного обеспечения зданий и информатики
- Факультет садово-парковой архитектуры, садоводства и лесоводства
- Факультет общественных наук
- Факультет экономики, логистики, транспорта

### Университет Эрфурта
Университет Эрфурта (1392) традиционно считался третьим по возрасту университетом Германии — после университетов Гейдельберга (1386) и Кёльна (1388). Впрочем, краеведы не прекращают попыток доказать, что Эрфуртский университет существовал уже в 1379 году (и, таким образом, является первым по времени возникновения университетом Германии). Среди его студентов был будущий религиозный реформатор Мартин Лютер. Университет был закрыт в 1816 году и повторно основан после повторного объединения Германии — в 1994 году. Таким образом, является самым молодым государственным университетом Германии de facto. В течение зимнего семестра 2008/09 учебного года было зарегистрировано приблизительно 4700 студентов.
Факультеты
- Философский факультет
- Факультет общественно-политических наук
- Факультет искусств
- Педагогический факультет
- Католическо-теологический факультет
- Центр культурологических и социально-научных исследований носит имя знаменитого эрфуртца Макса Вебера

## Транспорт

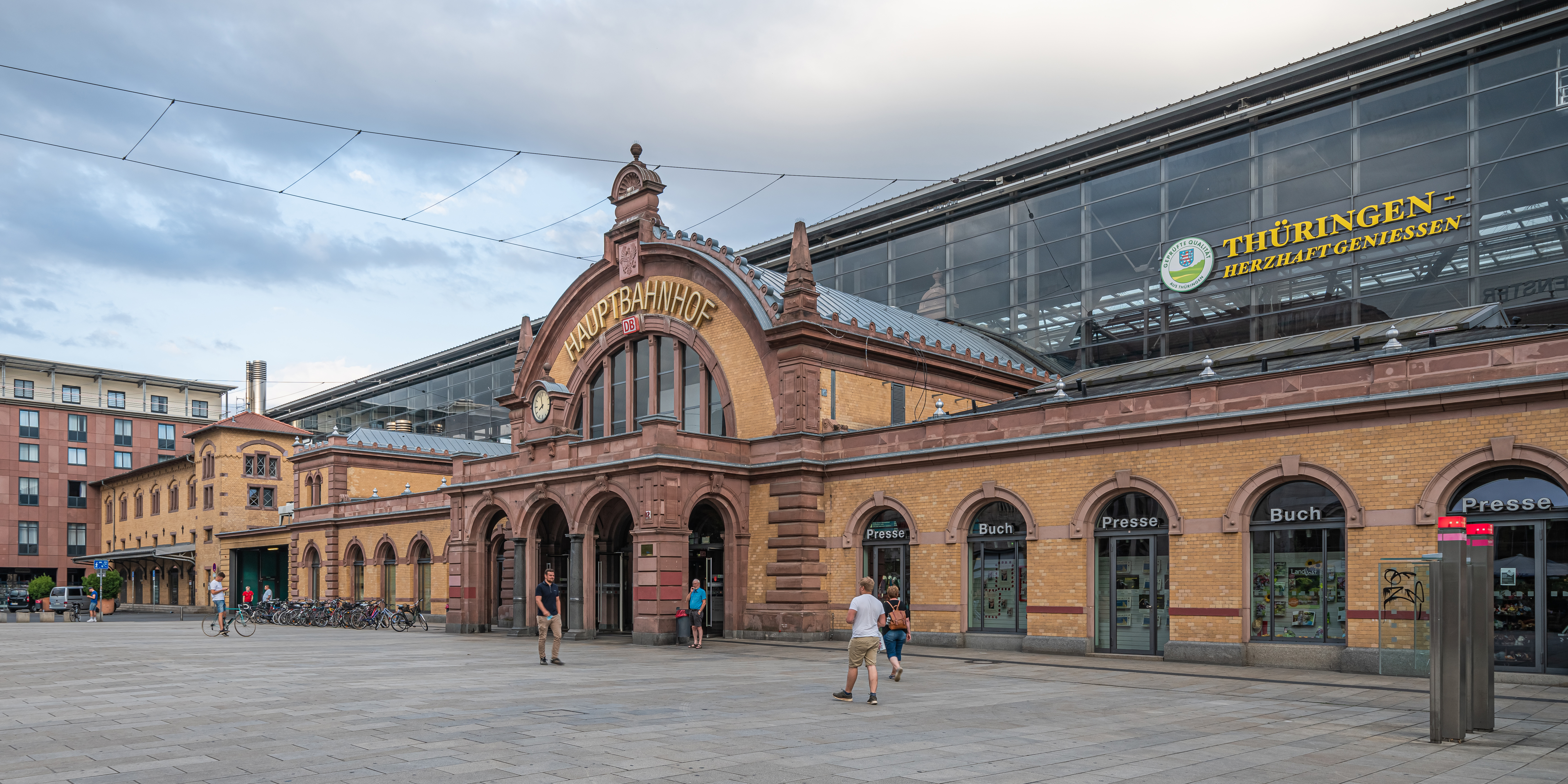
Вокзал

Одним из основных городских видов транспорта является трамвай. Он выполняет те функции, которые в более крупных городах принадлежат метро. Существует шесть трамвайных маршрутов, все они проходят через центр города (площадь Anger, современный центр городской жизни, который не следует путать с историческим центром — Соборной площадью Domplatz) и связывают между собой основные районы Эрфурта. Трамваи ходят по расписанию, однако могут от него отклоняться, поэтому на всех остановках имеются электронные табло, указывающие, сколько минут осталось до прибытия трамваев каждого маршрута. В дополнение к трамвайным маршрутам, существует автобус № 9 — «городская линия», функционирующий по тем же принципам, с электронными табло на всех остановках. Остальные автобусы ходят по точному расписанию, которое вывешено на каждой остановке.
В городе имеется служба такси; основная стоянка — неподалёку от главного железнодорожного вокзала и автовокзала.
Главный междугородный и международный транспорт в Эрфурте — железнодорожный. Имеется оборудованный на современном уровне главный вокзал (Hauptbahnhof), расположенный в центре города и связанный со всеми районами трамвайными и автобусными маршрутами (трамвайные пути и автобусные маршруты проходят непосредственно через здание вокзала).
В 2009 году вокзал Эрфурта победил на общегерманском конкурсе «Лучшие вокзалы года» (Bahnhöfe des Jahres 2009) в категории крупных городов.
Эрфуртский аэропорт (до него следует трамвай № 4) выполняет преимущественно транзитные функции, мало оживлён и большую часть времени почти безлюден. Из него выполняются рейсы в некоторые города Европы и отдельные страны за пределами Европы. Рейсов, связывающих его с Россией, пока не существует.
Дальнее автобусное сообщение в Германии до недавнего времени было вообще развито плохо и даже законодательно ограничено. Поэтому в стране существует всего несколько крупных фирм, осуществляющих автобусные междугородние пассажирские перевозки. В Эрфурте останавливаются автобусы трёх или четырёх из таких фирм. С ними можно добраться до Берлина, Кёльна, Штутгарта и ряда других городов Германии. Посадка как на дальние, так и на местные междугородние маршруты происходит у автовокзала, находящегося рядом с главным железнодорожным вокзалом. Рядом с автовокзалом также обычно назначается место прибытия автобусов частных российских фирм, предлагающих маршруты в Германию (преимущественно из Москвы и Санкт-Петербурга).

## Достопримечательности

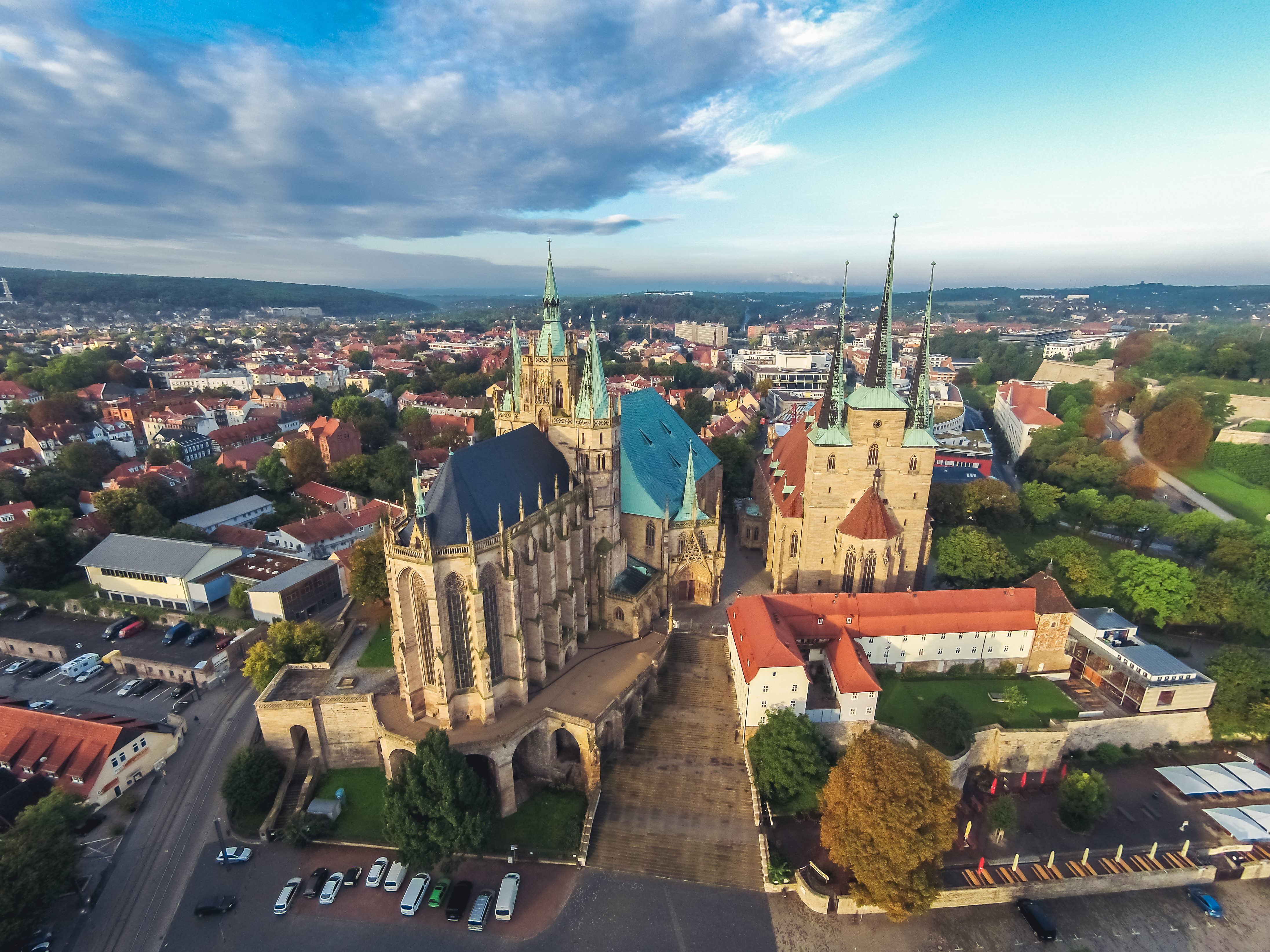
Эрфуртский собор и Северикирхе

Историческое сердце города — Соборная площадь (нем.), над которой возвышаются готические собор Девы Марии (1154—1472) со средневековыми витражами и церковь Святого Севера с тремя шпилями (заложена в 1278 году). Они стоят бок о бок и составляют главный символ города. Ко входу в храмы  ведут 70 ступеней открытой лестницы Домштуфен (середина XIX века). Площадь необычайно велика по размерам, так как в северной её части стоял целый квартал домов, разрушенный во время бомбардировки 1813 года. В 1920-е и в 1980-е годы планировалось застроить эту часть площади современными зданиями, однако эти планы не осуществлены.
Севернее Соборной площади — гора Петерсберг («Петрова гора»), где находится одноименная цитадель XVII века и романская церковь св. Петра (1103-47), уцелевшая от обители бенедиктинцев. Убранство храма (вплоть до органа и колоколов) было пущено с молотка наместником Наполеона, а церковная башня тогда же была разобрана на строительные материалы. С укреплений Петровой горы открывается лучший вид на старый город с его 16 средневековыми церквами.
В жилой застройке городского центра выделяются многоэтажные купеческие особняки эпохи Ренессанса, многие из которых приобрели или усложнили свой полихромный декор в XIX веке. Сохранилось также несколько средневековых башен и участков городских стен XI—XII веков.
Среди жилой застройки затеряна Старая синагога, заложенная ещё в 1094 году и претендующая на звание старейшей в Европе. Она не была разрушена нацистами только потому, что много столетий использовалась в гражданских целях, а её первоначальное предназначение было забыто. Внутри демонстрируется клад, зарытый евреями накануне погрома 1349 года.
Другое примечательное место — мост Лавочников (Krämerbrücke; 1293—1325, 1472) через узкую реку Гера, больше напоминающий обычную городскую улицу, так как на нём стоят 32 жилых здания. Это единственный средневековый жилой мост, сохранившийся к северу от Альп. На каждом предмостном укреплении в 1325 году была устроена церковь, одна из которых, посвящённая св. Эгидию, всё ещё действует.
По южной части старого города проходит длинная пешеходная площадь-улица Ангер (нем.), на которую выходят четыре церкви и фешенебельные дома в стиле модерн. В этом районе находятся ценнейшие здания в стиле барокко — резиденция наместника курфюрста (нем., 1711-1720) и бывшая таможня (1705-1711), переоборудованная в художественный музей «Ангер».
Около Купеческой церкви (нем.) на Ангере в 1889 году установлен памятник Мартину Лютеру, проповедовавшему в ней. Реформатор учился в университете и в течение ряда лет жил в монастыре августинцев. Н. М. Карамзин, посетивший монастырь в 1789 году, оставил следующий отзыв:
Видел там келью, в которой Мартин Лютер жил от 1505 до 1512 года. На стенах сей маленькой, тёмной горницы написана его история. На столике лежит немецкая Библия первого издания, которую употреблял сам Лютер и в которой все белые страницы исписаны его рукою.
Доминиканский монастырь Эрфурта с церковью Предигеркирхе (XIII—XV вв.) славился на всю Европу благодаря мудрости своего настоятеля Экхарта. Орга́н этой церкви считался едва ли не лучшим в Тюрингии, а органистами последовательно служили Иоганн Бах (1636-1673, родоначальник эрфуртского семейства Бахов), Пахельбель (1678-1690), Буттштетт (1691—1727), Адлунг (1727—1762) и Киттель (1762—1809).

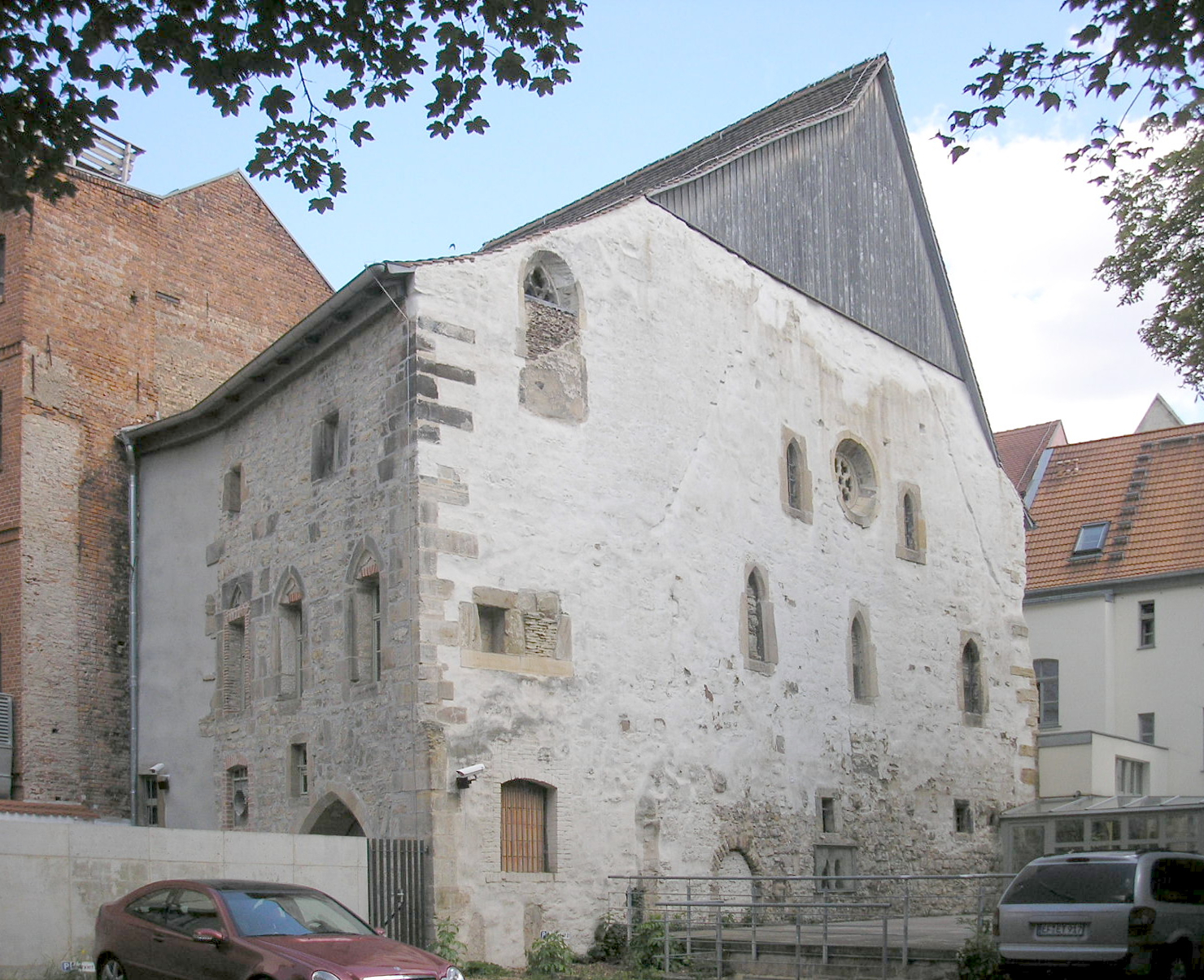
Старая синагога
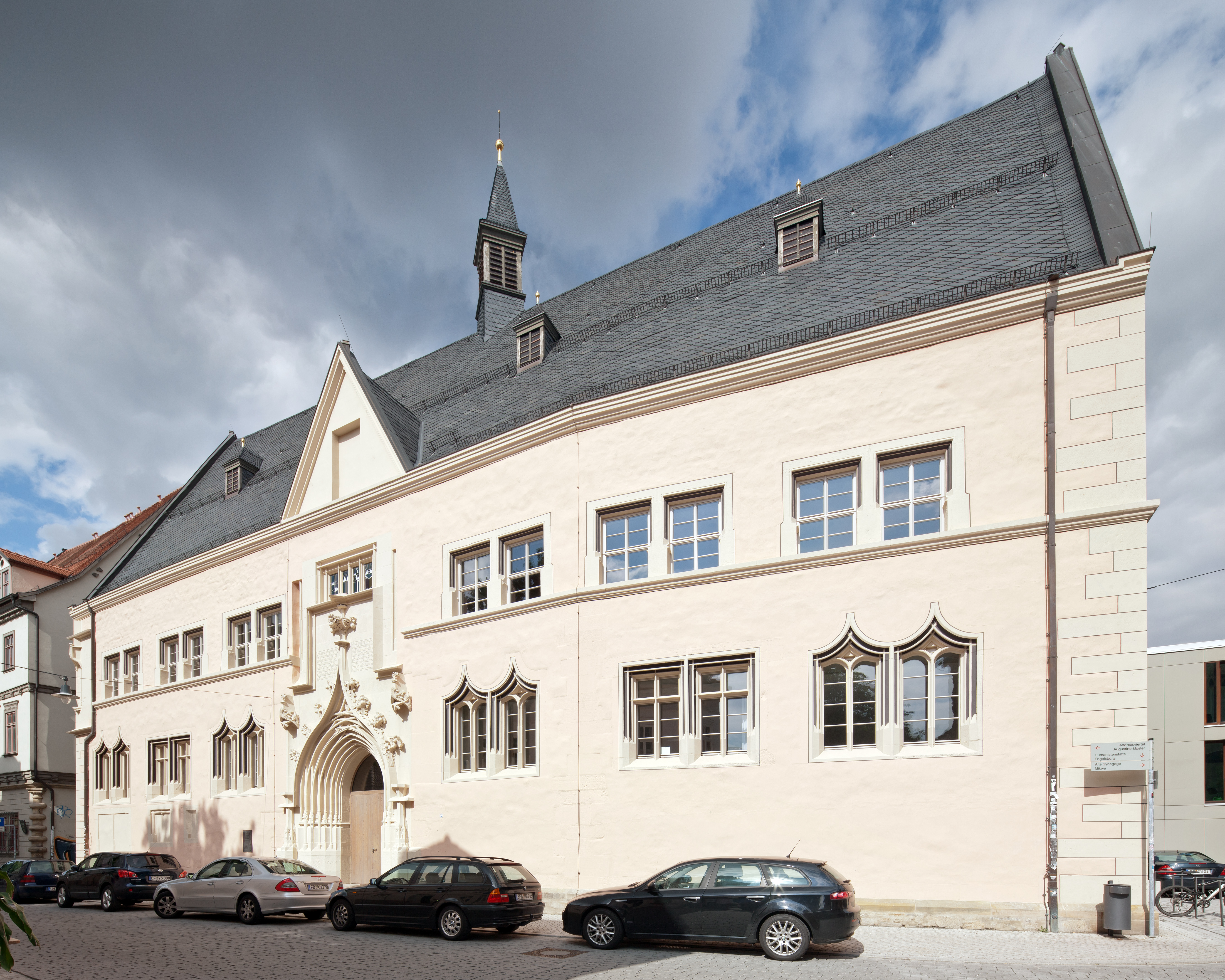
Старое здание университета (1392)
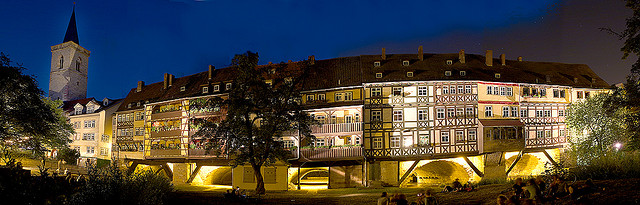
Кремербрюке ночью
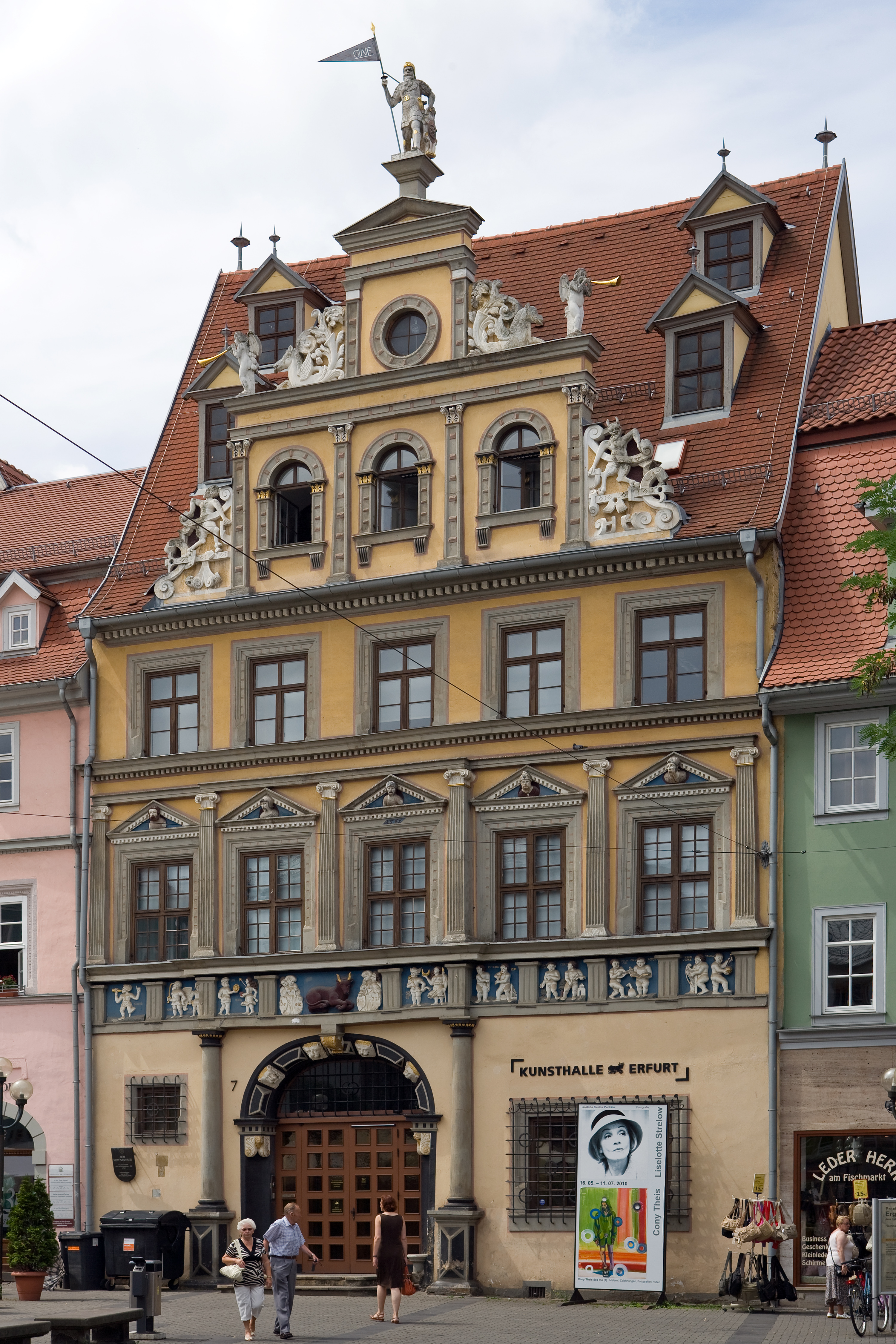
Дом «У красного быка» (1562)
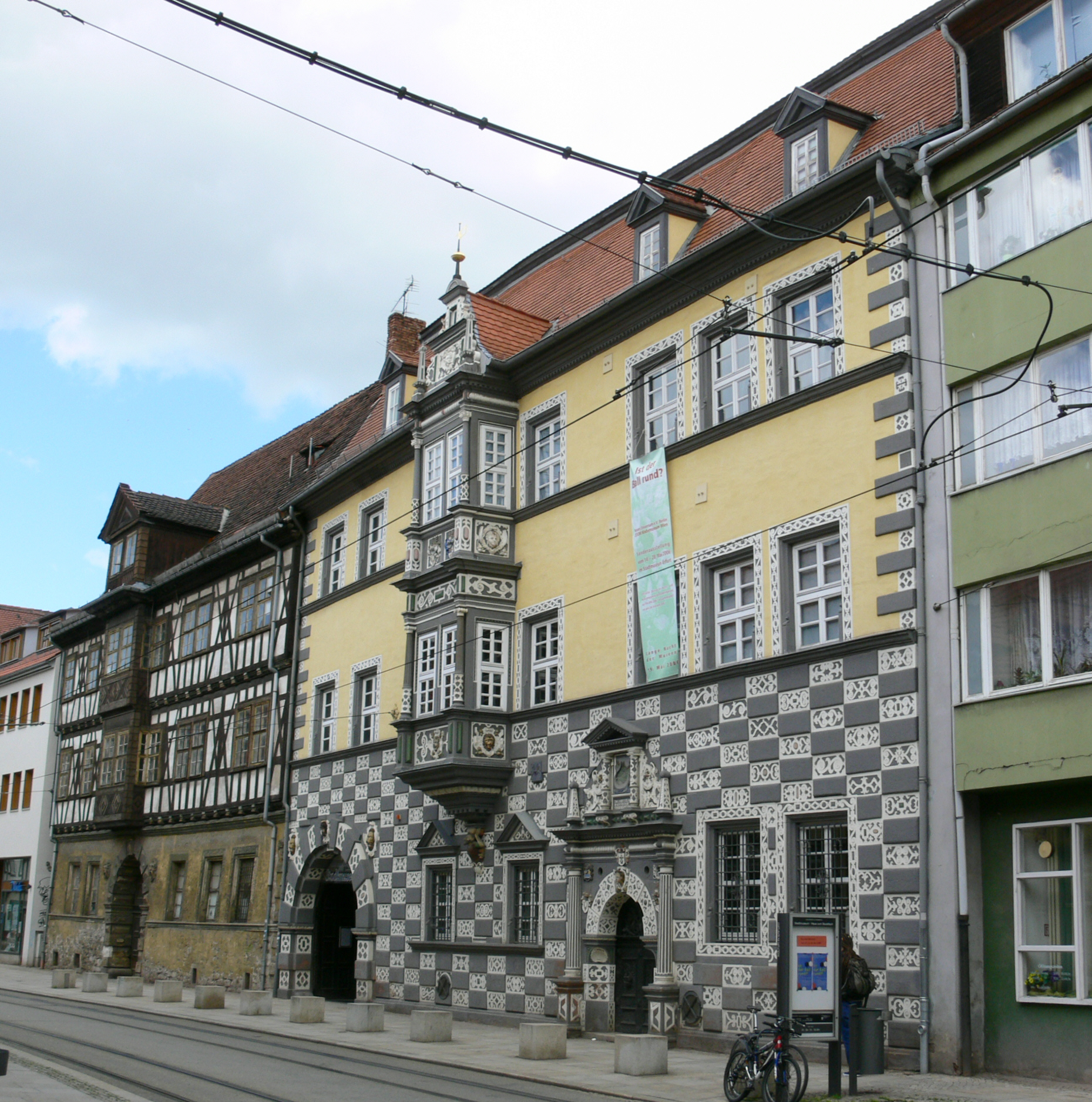
Дом «У сушёной трески» (1607)

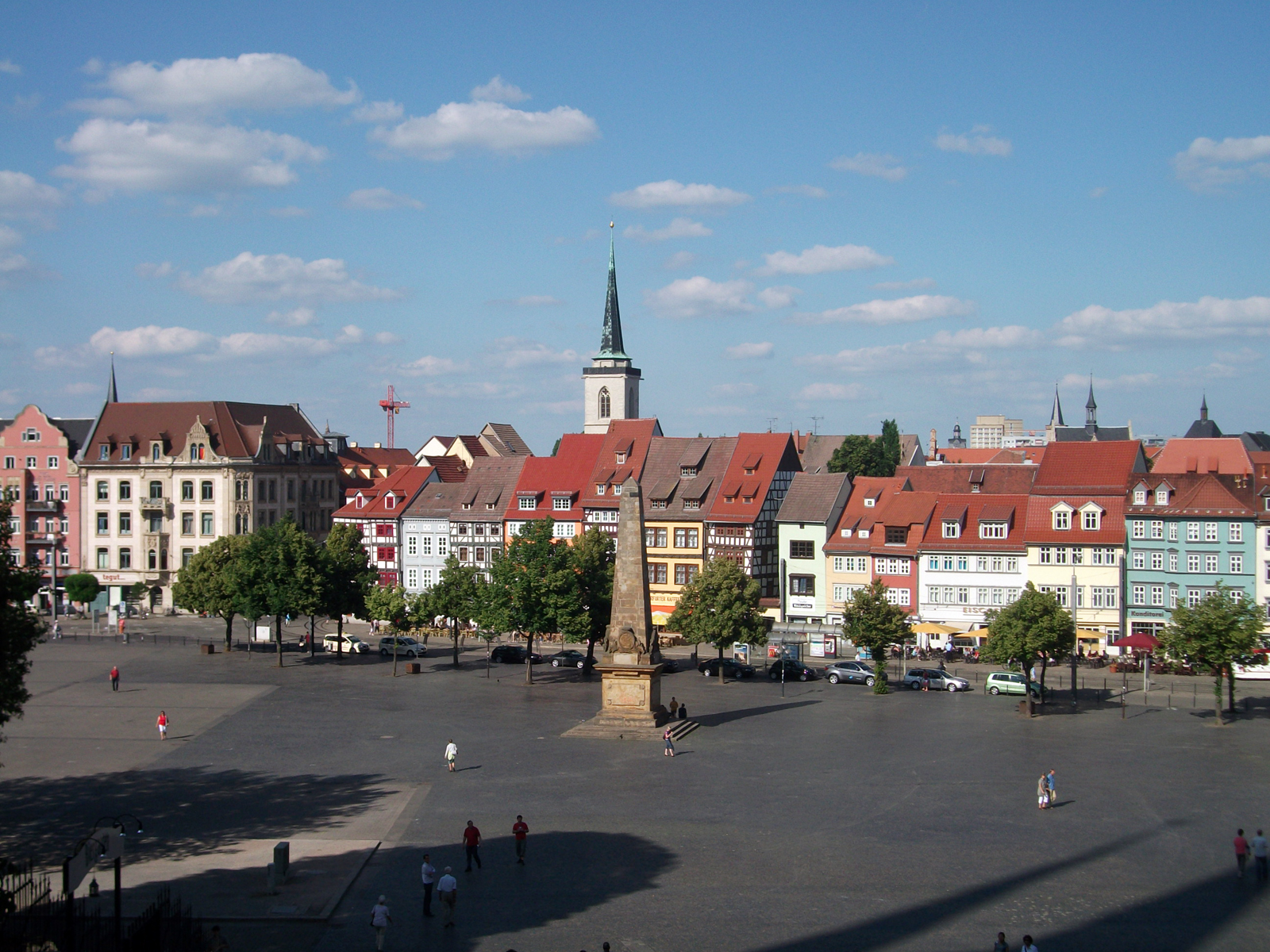
Соборная площадь
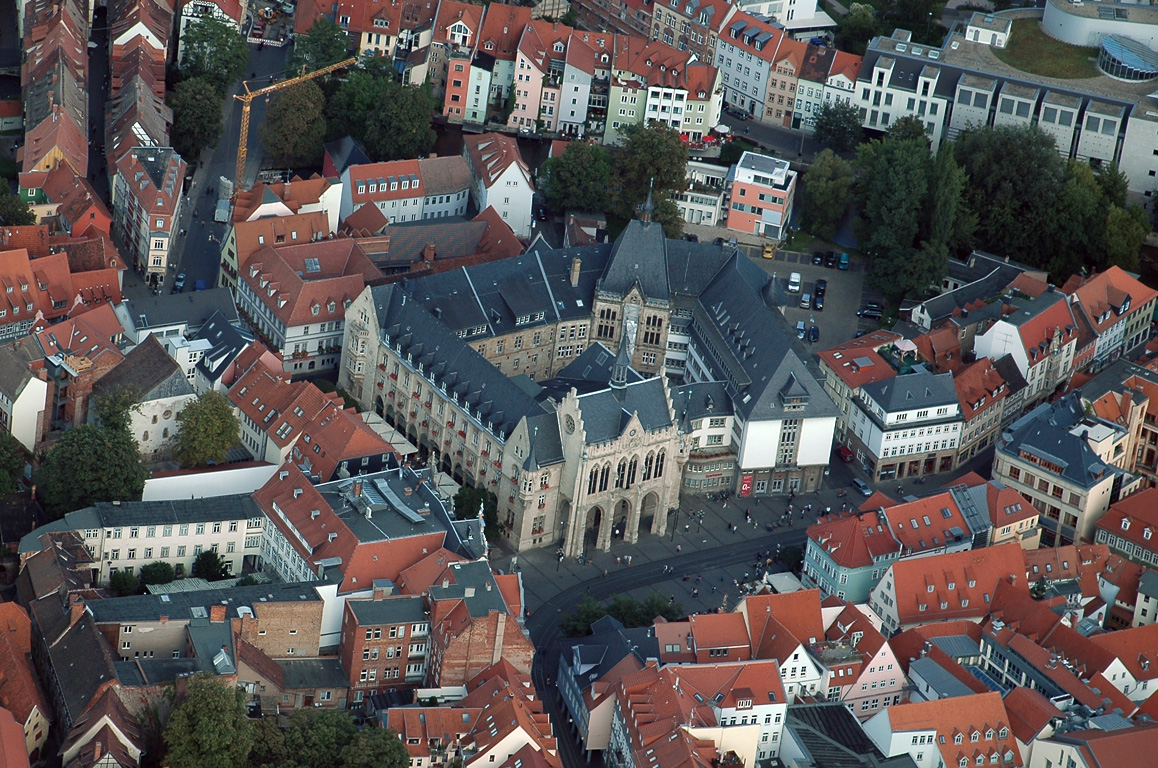
Неоготическая ратуша 1870-75 гг.
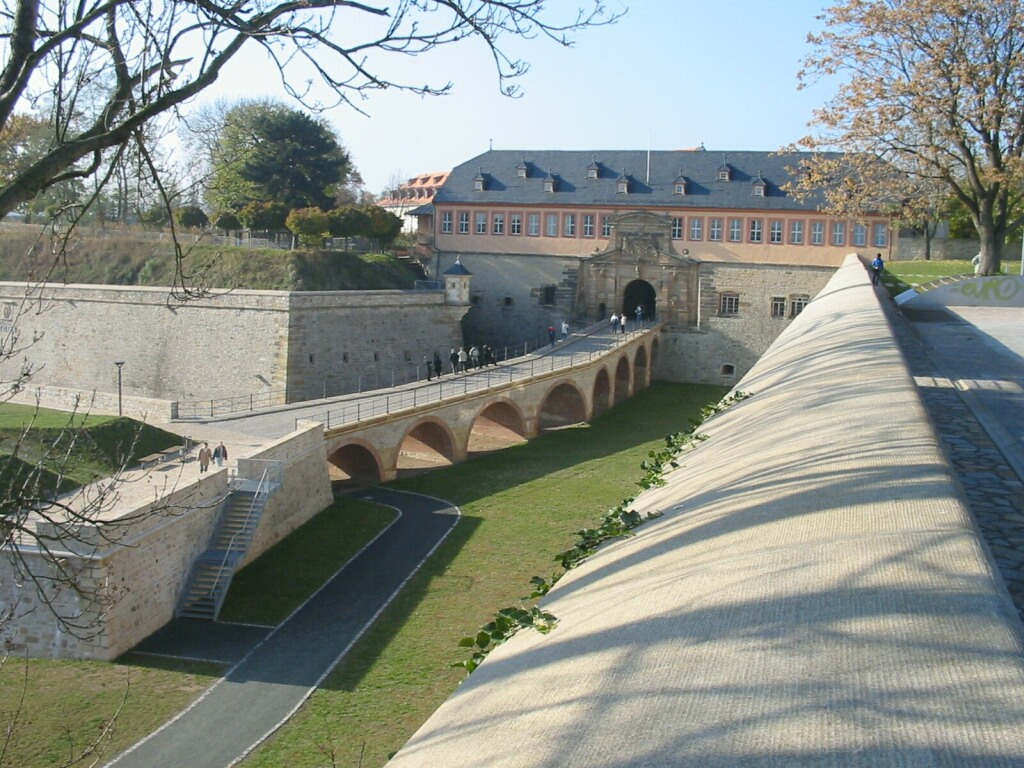
Крепость Петерсберг (вход)
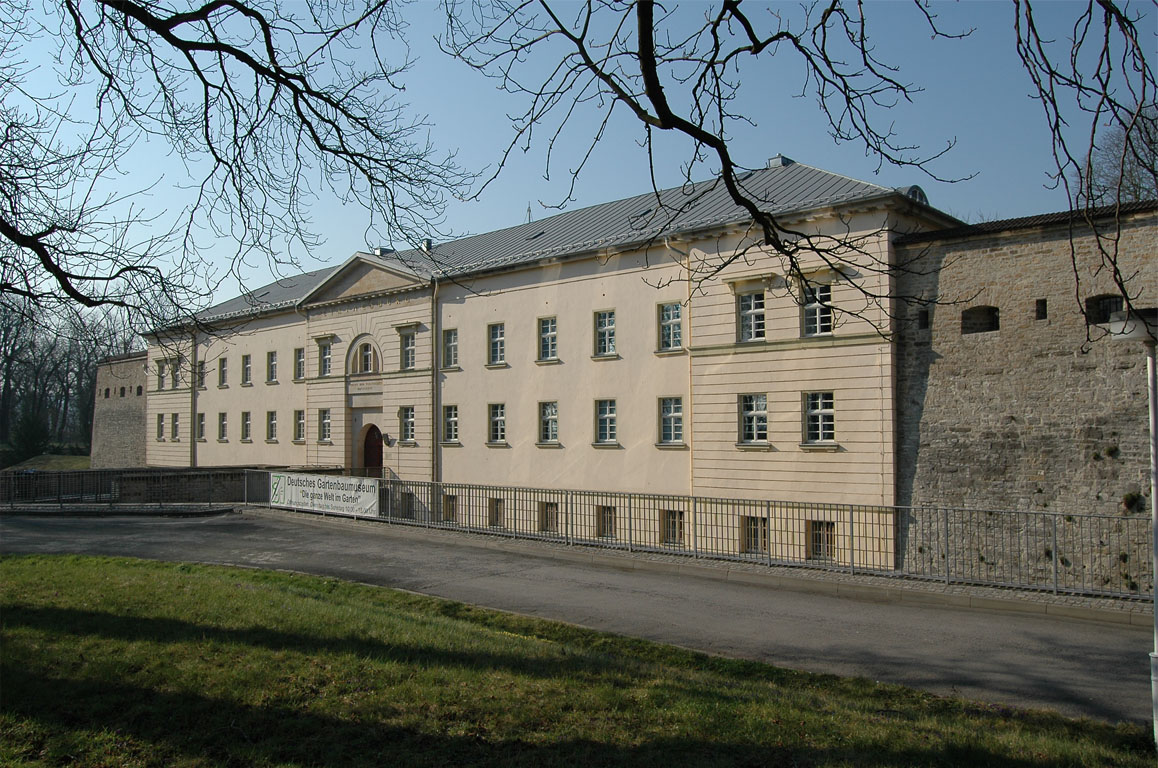
Казармы крепости Кириаксбург (начало XIX века) — ныне Музей садоводства
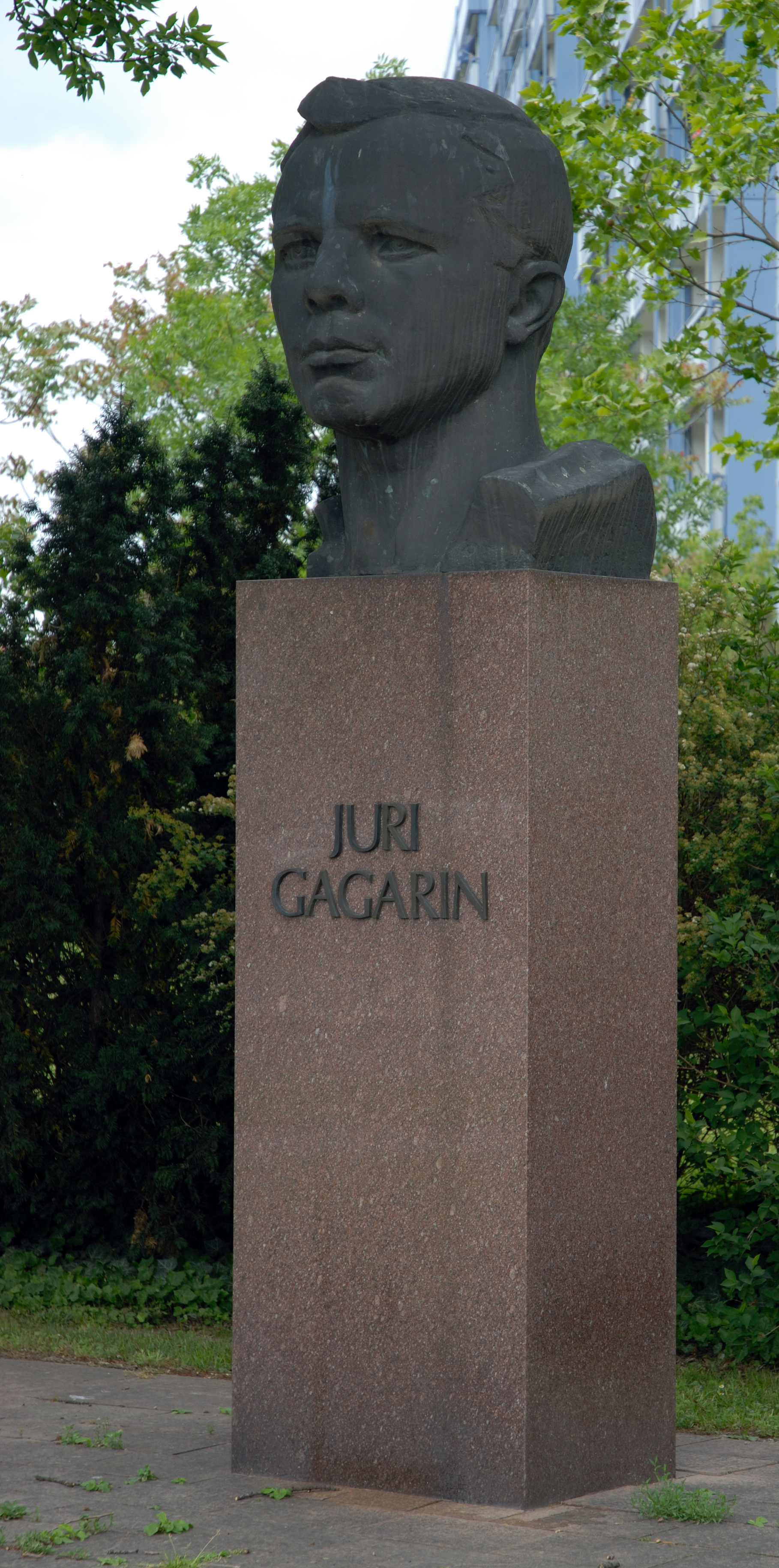
Памятник Юрию Гагарину (1986, скульптор Л. Е. Кербель)

### Сады и парки
Со времён Средневековья, когда Эрфурт был обязан своим благосостоянием возделыванию красильной вайды, а при монастырях цвели обширные сады, в городе очень сильны садоводческие традиции. В 1838 году прусские власти избрали Эрфурт местом проведения первой всегерманской выставки садоводства. В 1924 году в Эрфурте был основан Институт овощеводства и декоративного цветоводства. В 1950 году проведение выставки возобновили под наименованием "Эрфурт цветёт". В 1958 году на уровне СЭВ было принято решение о создании Международной садовой выставки (которая под названием «IGA» с апреля 1961 года проходила в Эрфурте).
Эгапарк — самый большой и посещаемый из парков Тюрингии — разбит на месте бывшей крепости Кириаксбург. На территории парка действует Немецкий музей садоводства, а сам Эрфурт заслужил прозвище «Город цветов» (нем. Blumenstadt). Тюрингский зоопарк (основан в 1959) — один из крупнейших в Германии.

## Города-побратимы
- Дьёр, Венгрия (с 1971 года)
- Вильнюс, Литва (с 1972 года)
- Калиш, Польша (с 1982 года)
- Майнц, Германия (с 1988 года)
- Лилль, Франция (с 1991 года)
- Шони, Канзас, США (с 1993 года)
- Сан-Мигель-де-Тукуман, Аргентина (с 1993 года)
- Ловеч, Болгария (с 1996 года)
- Хайфа, Израиль (с 2000 года)
- Боулинг-Грин, Кентукки, США (с 2001 года)
- Сюйчжоу, Китай (с 2005 года)
- Кати, Мали (с 2011 года)

## В астрономии
- В честь Эрфурта назван астероид (1254) Эрфордия, открытый 10 мая 1932 года уроженцем эрфурта немецким астрономом Францем Йоханнесом Хартманом в обсерватории Ла-Платы

## Персоналии
- См. Категория:Персоналии:Эрфурт